# Šinano
Šinano (japonsky 信濃川 [Šinanogawa]) je nejdelší japonská řeka. Protéká prefekturami Nagano a Niigata. Je 367 km dlouhá (nejdelší v Japonsku) a její povodí má rozlohu 11 900 km² (třetí největší v Japonsku). V prefektuře Nagano se nazývá Čikuma (千曲川; Čikumagawa).

## Průběh toku
Šinano se vlévá do Japonského moře ve městě Niigata.

## Historie
Za druhé světové války byly dvě lodě japonského císařského námořnictva pojmenovány podle řeky Šinano, resp. Čikuma, šlo o největší letadlovou loď své doby Šinano a těžký křižník Čikuma.